# Kuní (Staré Město pod Landštejnem)
Kuní (německy Kain) je zaniklá vesnice v katastru Starého Města pod Landštejnem v okrese Jindřichův Hradec. První písemná zmínka o vsi Kuní je z roku 1487. V tomto roce byla připojena k zámku v Nové Bystřici. Roku 1588 byla připojena k dominiu Landštejn. Kuní spadalo do katastru obce Dětříš společně se vsí Košlák a Pernárec. Ze sčítání obyvatel na Novobystřicku, které zde probíhalo roku 1910, vyplývá, že ves Kuní měla 102 obyvatel, kteří bydleli v 67 domech. Poštou a farou spadalo okolí obce pod Staré Město pod Landštejnem. Ve vsi se nacházely dvě hospody, obchod, obecní úřad a německá škola.  
Nyní se zde nachází boží muka a kříž na původním místě kostela.
Příslušné katastrální území je Kuní pod Landštejnem o rozloze 1,99 km².

## Odsun Němců v roce 1945

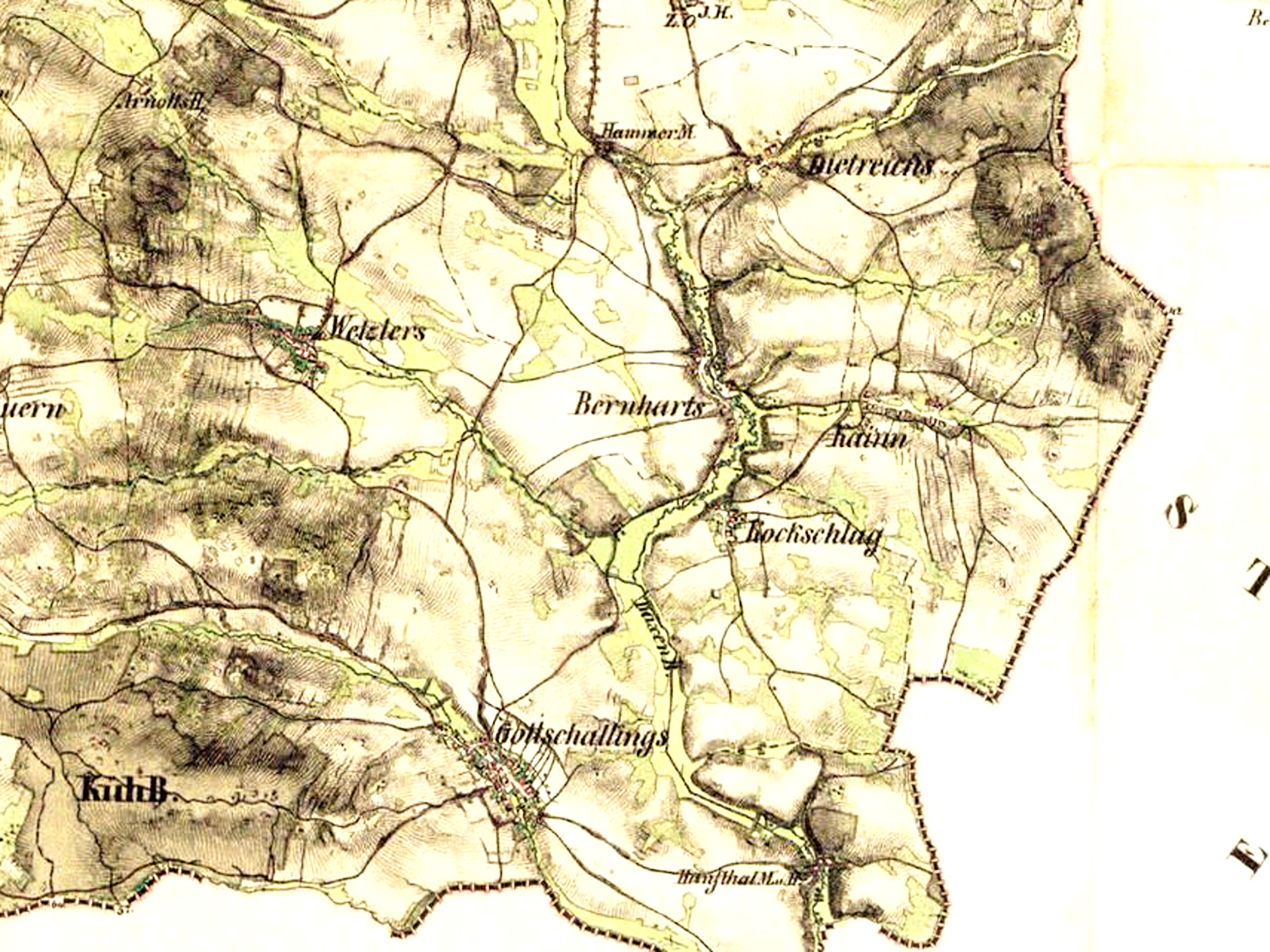
Kuní (Kain) východně od Pernárce na mapě z poloviny 19. století

Dne 30. května 1945 v půl osmé ráno přišli partyzáni do vsi. Z každé rodiny vzali jednoho muže jako rukojmí. V půl třetí odpoledne byli obyvatelé, kteří mohli mít zavazadlo, které vážilo maximálně 30 kg, vyhnáni přes hranice do Rakouska.
Začátkem 50. let 20. století byla vesnice vysídlena a v souvislosti s budováním hraničního pásma byla následně srovnána se zemí.

## Škola
Vyučování v první české škole v Kuní u Starého Města bylo ve školním roce 1945–1946 zahájeno dne 14. ledna 1946. Dříve nemohlo býti na zdejší škole a na mnoha jiných školách v pohraničním území, započato s vyučováním pro nedostatek učitelů. Pro českou školu byla zajištěna budova bývalé německé školy, která zde byla pravděpodobně založena v roce 1939. 
Když počet žactva klesl na 11, byla škola v Kuní uzavřena. Stalo se tak 3. 12. 1951. Inventář školy byl zčásti předán střední škole ve Starém Městě k dispozici, ostatní bylo spolu se zásobami paliva převezeno na nově otevřenou školu v Landštýně, kam se též přestěhovala část žactva.